# Stefanie Powers
Stefanie Powers, właściwie Stefania Zofia Federkiewicz (ur. 2 listopada 1942 w Los Angeles) – amerykańska aktorka, producentka telewizyjna, scenarzystka i piosenkarka pochodzenia polskiego. Odtwórczyni roli Jennifer Hart w serialu ABC Hart to Hart (1979–1984), za którą była nominowana dwukrotnie do nagrody Emmy i pięciokrotnie do Złotego Globu. Znana z zaangażowania w ochronę dzikiej przyrody we wschodniej Afryce. Laureatka Nagrody Lowella Thomasa.
25 listopada 1992 otrzymała własną gwiazdę w Alei Gwiazd w Los Angeles znajdującą się przy 6776 Hollywood Boulevard.

## Życiorys

### Wczesne lata
Urodziła się w Hollywood, dzielnicy Los Angeles w Kalifornii jako córka Julianny „Julii” Dimitrii Golan (1912–2009) i Morrisona Bloomfielda Paula (właściwie Paul Morrison Bloomfield), fotografa. Jej matka była córką polskich katolików, a ojciec urodził się w Montrealu i był synem rumuńskich Żydów aszkenazyjskich. W okresie jej dzieciństwa matka rozwiodła się z ojcem i wyszła ponownie za mąż za Jacka Robinsona. Dorastała wraz ze starszym bratem Jeffem. Uczęszczała do klasy baletowej z Natalie Wood i Jill St. John. W 1962 ukończyła szkołę średnią Hollywood High School z Lindą Evans. Opanowała biegle sześć języków. Przez jakiś czas trenowała karate.

### Kariera
W wieku 15 lat nieomal dostała angaż do produkcji scenicznej West Side Story, ale została zastąpiona, gdy odkryto jej wiek. Swoją przygodą z małym ekranem rozpoczęła od występu w telewizyjnym filmie fantastycznonaukowym Irvina Kershnera Teraz jest jutro (Now Is Tomorrow, 1958) z Robertem Culpem. Mając 16 lat podpisała kontrakt z wytwórnią filmową Columbia Pictures. Pod pseudonimem Taffy Paul trafiła na duży ekran w roli Kay w komedii Tammy, powiedz mi prawdę (Tammy Tell Me True, 1961) u boku Sandry Dee, Ginny Miller w melodramacie Toma Laughlina Jak ojciec i syn (Like Father, Like Son, 1961) i Toby Sherwood w dreszczowcu Blake’a Edwardsa Próba terroru (Experiment in Terror, 1962) z Lee Remick. W westernie Andrew V. McLaglena McLintock! (1963) zagrała Rebeccę „Becky” McLintock, córkę zamożnego hodowcy bydła (John Wayne). Gościła też w jednym z odcinków serialu NBC Bonanza (1963) jako Calamity Jane.
Zapracowała na status gwiazdy małego ekranu dzięki pierwszoplanowej roli agentki April Dancer w serialu NBC Dziewczyna z U.N.C.L.E. (The Girl From U.N.C.L.E., 1966–1967). W miniserialu ABC Waszyngton za zamkniętymi drzwiami (Washington: Behind Closed Doors, 1977) wystąpiła jako Sally Whalen. Popularnością cieszył się serial ABC Hart dla Hart (Hart to Hart, 1979–1984), w którym wraz z Robertem Wagnerem tworzy parę detektywów, grając postać równouprawnionej żony Jennifer Hart. W ekranizacji telewizyjnej powieści Judith Krantz Córka Mistrala. Dziedzictwo miłości (Mistral’s Daughter, 1984) zagrała żydowską modelkę Magali „Maggy” Lunel, która przybywa do Paryża i przełamuje swoją nieśmiałość pozując nago dla walczącego artysty Juliena Mistrala (Stacy Keach). W 1984 otrzymała nagrodę przyznaną przez czytelników magazynu „Bravo”. W miniserialu Żony Hollywood (Hollywood Wives, 1985) została obsadzona w roli utalentowanej niezależnej scenarzystki Montany Gray z zasadami, żony brytyjskiego reżysera (Anthony Hopkins). W telewizyjnym melodramacie NBC Oszustwo (Deceptions, 1985) z Barrym Bostwickiem wcieliła się w dwie role sióstr bliźniaczek – skromnej żony i matki Stephanie Richards oraz atrakcyjnej Sabriny Longworth, która prowadzi ekskluzywną galerię sztuki w Londynie.
Wystąpiła na West Endzie – w 1991 w musicalu Matador i w 1993 w roli Helene Hanff w sztuce A.R. Gurneya Listy miłosne z Robertem Wagnerem. Trafiła na Broadway w roli Margo Channing produkcji Applause (1996), jako Anna Leonowens w musicalu Król i ja (2004) i jako Tallulah Bankhead w komedii Looped (2013). W 2002 na off-Broadwayu wystąpiła w sztuce Eve Ensler Monologi waginy. W 2010 na scenie Ogunquit Playhouse w Ogunquit grała rolę Normy Desmond w spektaklu Sunset Boulevard. W 2019 na scenie w Wilmington w Delaware zagrała w sztuce One November Yankee z Harrym Hamlinem.
W 2003 wydała debiutancką płytę z coverami On the Same Page.

## Życie prywatne
Była dwukrotnie zamężna. 27 sierpnia 1966 poślubiła aktora Gary’ego Lockwooda, z którym rozwiodła się 12 maja 1974. 1 kwietnia 1993 wyszła za mąż za francuskiego hrabiego Patricka de la Chenaisa. 18 czerwca 1999 doszło do rozwodu. W latach 1972–1981 była związana z aktorem Williamem Holdenem. W 1983 założyła w Kenii fundację jego imienia. W latach 2000–2014 jej partnerem życiowym był Tom Carroll.
W listopadzie 2008 u Stefanii Powers zdiagnozowano raka płuc. 

## Filmografia

### Filmy kinowe
- Like Father, Like Son (1961) jako Ginny Miller
- Tammy Tell Me True (1961) jako Kay[27]
- Próba terroru (Experiment in Terror, 1962) jako Toby Sherwood
- The Interns (1962) jako Gloria Mead
- If a Man Answers (1962) jako Tina
- Palm Springs Weekend (1963) jako Bunny Dixon
- McLintock! (1963) jako Becky McLintock
- The New Interns) (1964) jako Gloria Worship z d. Mead
- Love Has Many Faces (1965) jako Carol Lambert
- Fanatyk (Fanatic, 1965) jako Pat Carroll
- Ringo Kid (Stagecoach, 1966) jako Lucy Mallory
- Strzał ostrzegawczy (Warning Shot, 1967) jako Liz Thayer
- Crescendo (1970) jako Susan Roberts
- The Boatniks (1970) jako Kate
- Siedmiu wspaniałych nadjeżdża (The Magnificent Seven Ride!, 1972) jako Laurie Gunn
- Garbi znowu w trasie (Herbie Rides Again, 1974) jako Nicole Harris
- Gone with the West (1975) jako Mały Księżyc
- It Seemed Like a Good Idea at the Time (1975) jako Georgina
- Niewidzialny dusiciel (The Astral Factor, 1976) jako Candy Barrett
- Ucieczka na Atenę (Escape to Athena, 1979) jako Dottie Del Mar
- Rabbit Fever (2006) jako mama Georgii
- Skok (Jump!, 2007) jako Katherine Wilkins
- Transfer at Aachen (2015) jako Joelle Costeaux

### Filmy telewizyjne
- The Case of the Dangerous Robin (1960) – serial, odc. Nightmare*
- The Ann Sothern Show (1961) – serial, odc. Mr. Big Shot* jako Mary Ann
- Lock-Up (1961) – serial, odc. Like Father, Like Son* jako Mandy Adams
- Bat Masterson (1961) – serial, odc. Dead Man's Claim* jako Ann Elkins
- Swingin' Together (1963) jako Linda Craig – niewymieniona w napisach
- Vacation Playhouse (1963) – serial, odc. Swingin' Together jako Linda Craig
- Bonanza (1963) – serial, odc. Calamity Over the Comstock jako Calamity Jane
- Route 66 (1963) – serial, odc. A Cage in Search of a Bird jako Julie Severn
- The Girl from U.N.C.L.E. (1967) – serial, pięć odc. jako April Dancer
- Please Don't Eat the Daisies (1967) – serial, odc. Remember Lake Serene? April Dancer
- Journey to the Unknown (1968) – serial, odc. Jane Brown's Body jako Jane Brown[28]
- Lancer (1969) – serial, dwa odc.
- Holly Golightly (1969) jako Holly Golightly
- Love, American Style (1969-1972) – serial, pięć odc.
- It Takes a Thief (1970) – serial, odc. Fortune City jako Mona
- Medical Center (1970-1973) – serial, cztery odc.
- Dr. Simon Locke (1971) – serial, odc. Angel in White
- Five Desperate Women (1971) jako Gloria
- Sweet, Sweet Rachel (1971) jako Rachel Stanton
- Paper Man (1971) jako Karen McMillan
- Ellery Queen: Don't Look Behind You (1971) jako Celeste
- McCloud (1971-1973) – serial, dwa odc.
- The F.B.I. (1972) – serial, odc. The Buyer jako Connie Sherill
- Owen Marshall, Counselor at Law (1972) – serial, odc. Victim in Shadow Beth Whitaker
- Hardcase (1972) jako Rozaline
- Banaczek (1972) – serial, odc. Let's Hear It for a Living Legend jako Angie Ives
- The Mod Squad (1972) – serial, odc. The Connection jako Francie Drango
- No Place to Run (1972) jako Bonnie Howard
- Search (1972) – serial, odc. One of Our Probes Is Missing jako Jill Davenport
- The Bold Ones: The New Doctors (1972) – serial, odc. A Substitute Womb Julie Garner
- The Sixth Sense (1972) – serial, dwa odc.
- Cannon (1972-1974) – serial, dwa odc.
- Ulice San Francisco (The Streets of San Francisco, 1972-1975) – serial, dwa odc.
- Topper Returns (1973) jako Marian Kerby
- Barnaby Jones (1973) – serial, odc. Echo of a Murder jako Sharon Renford[29]
- Marcus Welby, M.D. (1973) – serial, odc. The Endless Moment jako Kelly Green
- Shootout in a One-Dog Town (1974) jako Letty Crandell
- Skyway to Death (1974) jako Nancy Sorenson
- Manhunter (1974) jako Ann Louise Hovis
- Night Games (1974) jako Pauline Hannigen
- Petrocelli (1974) – serial, odc. Mirror, Mirror on the Wall... jako Jean/Ellen Carter
- Kodiak (1974) – serial, odc. Red Snow, White Death jako Helen
- Kung Fu (1974) – serial, odc. Cry of the Night Beast jako Edna
- McMillan i jego zona (McMillan & Wife, 1974-1977) – serial, dwa odc.
- Sky Heist (1975) jako Terry Hardings
- Three for the Road (1975) – serial, odc. The Ghost Story jako Paula
- Prywatny detektyw Jim Rockford[30] (1975) – serial, odc.[31] jako Christine Dusseau
- Bert D'Angelo Superstar (1976) – serial, odc. Cops Who Sleep Together jako Jessie
- Return to Earth (1976) jako Marianne
- The Six Million Dollar Man (1976) – serial, trzy odc. jako Shalon
- The Bionic Woman (1976) – serial, odc. The Return of Bigfoot: Part 2 jako Shalon
- The Man Inside (1976) jako Ann
- The Feather and Father Gang (1976-1979) – serial, 5 odc. jako Toni „Feather” Danton
- Never Con a Killer (1977) jako Toni „Feather” Danton
- Waszyngton za zamkniętymi drzwiami[32] (1977) – serial, 5 odc. jako Sally Whalen
- Nowhere to Run (1978) jako Marian Adams
- Smierć w Kanaan (A Death in Canaan, 1978) jako Joan Barthel
- Hart to Hart (1979-1984) – serial, pięć odc. jako Jennifer Hart
- Family Secrets (1984) jako Jessie Calloway
- Córka Mistrala (Mistral's Daughter, 1984) – serial, cztery odc. jako Maggy Lunel
- Żony Hollywood (Hollywood Wives, 1985) – serial, trzy odc. jako Montana Gray
- Deceptions (1985) jako Sabrina Longworth/Stephanie Roberts
- Maggie (1986) jako Maggie Webb
- At Mother's Request (1987) jako Frances Schreuder
- Pod niebem Afryki (Beryl Markham: A Shadow on the Sun, 1988) jako Beryl Markham
- Skazana na morderstwo[33] (1988) jako Elena Forrester-Chandler
- Porzucone żony (Love and Betrayal, 1989) jako Caroline Landry
- Kiedy będę kochana? (When Will I Be Loved?, 1990) jako Maxie Howard
- Dowód winy (The Burden of Proof, 1992) jako Helen Dudak
- Survive the Night (1992) jako Victoria
- Hart to Hart Returns (1993) jako Jennifer Hart
- Hart to Hart: Home Is Where the Hart Is (1994) jako Jennifer Hart
- Hart to Hart: Crimes of the Hart (1994) jako Jennifer Hart
- Hart to Hart: Old Friends Never Die (1994) jako Jennifer Hart
- Dobry król (Good King Wenceslas, 1994) jako królowa
- Cybill (1995) – serial, odc. Virgin, Mother, Crone jako Jennifer Hart, niewymieniona
- Hart to Hart: Secrets of the Hart (1995) jako Jennifer Hart
- Women of the House (1995) – serial, odc. Women in Film jako ona sama
- Państwo Hart: Małżeński poker[34] (1995) jako Jennifer Hart
- Państwo Hart: Sekrety rodzinne (Hart to Hart: Secrets of the Hart, 1995) Jennifer Hart
- Państwo Hart: Sezon łowiecki (Hart to Hart: Harts in High Season, 1996) Jennifer Hart
- Państwo Hart: Aż nas śmierć rozłączy[35] (1996) jako Jennifer Hart
- Ktoś patrzy (Someone Is Watching, 2000) jako Michelle Dupre
- What About Joan (2001) – serial, odc. Joan Meets the Parents jako Marie Evans
- Doctors (2001) – serial, pięć odc. jako Jane Powers
- Poznaj moją mamę (Meet My Mom, 2010) jako Louise Metcalf
- Reading Writing & Romance (2013) jako Brenda
- Ring by Spring (2014) jako pani Rue

* W napisach jako Taffy Paul